# Пацут, Беата
Беата Пацут (пол. Beata Pacut; род. 13 декабря 1995) — польская дзюдоистка, Чемпионка Европы 2021 года, призёр чемпионатов мира и Европы. Участница II Европейских игр 2019 года.

## Биография
Беата Пацут родилась в Польше 13 декабря 1995 года. Является членом национальной сборной по дзюдо и представляет свою страну в весовой категории до 78 килограммов. 
Беата в 2015 и 2018 годах становилась чемпионкой Польши в супертяжелом весе, а в 2019 году она стала чемпионкой страны в полутяжелом весе до 78 килограммов.
На международном уровне польская спортсменка в основном принимала участие в соревнованиях в полутяжелом весе. В 2014 году она заняла второе место на чемпионате Европы среди юниоров и третье на чемпионате мира среди юниоров. В 2015 году она стала бронзовой медалисткой на чемпионате Европы среди спортсменов не старше 23-х лет, а в 2017 году на взрослом чемпионате Европы в Варшаве завоевала бронзовую медаль в составе сборной Польши в командных соревнованиях. В 2019 году она заняла третье место на Всемирных военных играх. В этом же году приняла участие на II Европейских играх, которые проходили в Минске, где выбыла уступив в первой же схватке с немецкой спортсменкой Луизой Мальцан. 
В 2020 году на чемпионате Европы в Праге она вышла в четвертьфинал, где уступила француженке Мадлен Малонга, через утешительные поединки боролась за бронзу, но уступила хорватке Карле Продан.
В 2021 году она принимала участие в финальной схватке на турнире Большого шлема в Анталии, где уступила Сори Хамаде. 
В апреле 2021 года на чемпионате Европы в Португалии польская спортсменка в поединке за чемпионство одолела нидерландскую спортсменку Гюше Стенхёйс и впервые в карьере стала чемпионом Европы.